# Тополь (ракетный комплекс)
РТ-2ПМ «То́поль» (индекс ГРАУ комплекса/ракеты — 15П158/15Ж58, по договору СНВ — РС-12М; по классификации НАТО — SS-25 «Sickle») — советский и российский подвижный грунтовый ракетный комплекс (ПГРК) стратегического назначения с трёхступенчатой твердотопливной межконтинентальной баллистической ракетой (МБР) 15Ж58.

## История разработки
Хронология работ

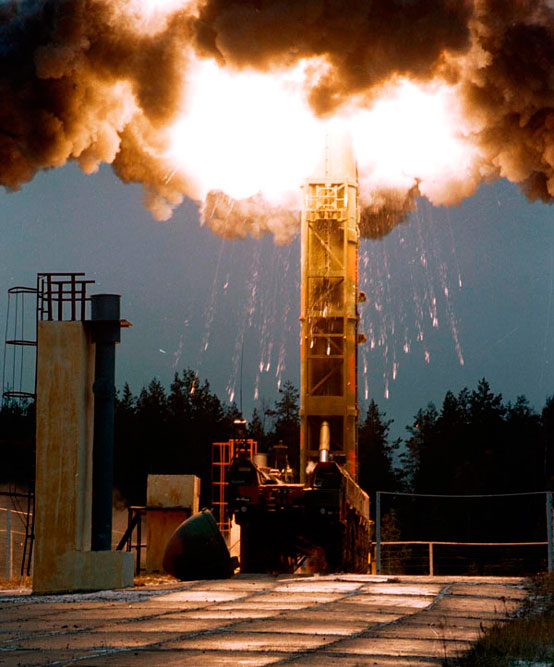
Пуск ракеты комплекса «Тополь»

Разработка нового стратегического ракетного комплекса на базе твердотопливной МБР РТ-2П с размещением новой ракеты на самоходном автомобильном шасси была начата в Московском институте теплотехники в 1975 году под руководством главного конструктора А. Д. Надирадзе (после его смерти — Б. Н. Лагутина)
Постановление ЦК КПСС и Совета Министров СССР № 668-212 о разработке ракетного комплекса «Тополь» вышло 19 июля 1977 года.
Первое лётное испытание ракеты состоялось 27 октября 1982 года на полигоне «Капустин Яр» и закончилось неудачно.
Второй (по другим данным, первый) пуск был проведён 8 февраля 1983 года на полигоне Плесецк боевым расчётом 6-го НИУ и был успешным. Первые три испытательных пуска проводились из переоборудованной специально для этих работ шахтной пусковой установки ракеты РТ-2П.
10 августа 1983 года проведён четвёртый пуск ракеты РС-12М, он стал первым, осуществлённым с самоходной пусковой установки 15У128.
Всего на этапе совместных лётных испытаний комплекса с февраля 1983 года по 23 декабря 1987 года было проведено 16 пусков ракет.
На вооружение ракетный комплекс был принят 1 декабря 1988 года.
Задействованные структуры
В разработке и производстве боевых и учебных средств комплексов «Тополь» были задействованы следующие структуры:
- Ракета — Московский институт теплотехники, Москва (разработка);[8] ПО «Воткинский завод», Воткинск, Удмуртская АССР (производство);[9]
- Система прицеливания ракеты — ЦКБ «Арсенал» (разработка) и ПО «Завод „Арсенал“», Киев, УССР (производство);[10]
- Система управления — [[АО «ХАРТРОН» (ранее ОКБ-692, п/я А-7160, КБ «Электроприборостроения», НПО «Электроприбор») крупнейший в СССР разработчик и производитель систем управления ракет стратегического назначения]], Харьков (разработка/производство)}}
- Приводы — ВНИИ «Сигнал», Ковров, Владимирская обл. (разработка); Люберецкий завод сельскохозяйственного машиностроения им. А. В. Ухтомского, Люберцы, Московская обл. (производство);[11]
- Пусковая установка и машина обеспечения — ЦКБ «Титан» (разработка)[12] и ПО «Баррикады», Волгоград, Волгоградская обл. (производство);[13]
- Базовые несущие конструкции (БНК) для ракет — НПО «Союз», Дзержинский, Московская обл. (разработка);[14]
- Полигонные испытания — Софринский артиллерийский полигон.[15]

## Производство
С ноября 1984 года по сентябрь 1994 года в период серийного изготовления элементов комплекса и постановки ракетных полков на боевое дежурство было проведено 32 контрольно-серийных пуска (в защиту партии). За период эксплуатации ПГРК в РВСН с апреля 1988 года по ноябрь 2005 года выполнено 33 учебно-боевых пуска ракеты РТ-2ПМ.
| Перечень пусков по которым имеются данные | Перечень пусков по которым имеются данные | Перечень пусков по которым имеются данные | Перечень пусков по которым имеются данные | Перечень пусков по которым имеются данные | Перечень пусков по которым имеются данные | Перечень пусков по которым имеются данные |
| № пуска                                   | Дата и время                              | Место пуска                               | Цель                                      | Подразделение                             | Результат                                 | Примечание |
| ----------------------------------------- | ----------------------------------------- | ----------------------------------------- | ----------------------------------------- | ----------------------------------------- | ----------------------------------------- | --- |
| 1                                         | 22 апреля 1985                            | Плесецк                                   |                                           | 1-й рдн 79 рп 8 рд                        | успешный                                  | после переобучения 79-го рп (в/ч 19970) на РК 15П158.1 «Тополь 1». С 30.07.1985 в/ч 19970 заступила на БД. |
| 2                                         | 14 июня 1985                              | Плесецк                                   |                                           | 1-й рдн 107-го рп 8 рд                    | успешный                                  | после переобучения 107-го рп на РК «Тополь 1». С 19.10.1985 107-й рп заступил на БД. |
| 3                                         | 14 августа 1985                           | Плесецк                                   |                                           | 2-й рдн ?-го рп 8 рд                      | успешный                                  | |
| 4                                         | 25 августа 1985                           | Плесецк                                   |                                           | 1-й рдн 304-го рп (в/ч 21649) 8 рд        | успешный                                  | после переобучения 304-го рп на РК «Тополь.1». С 10.12.1985 в/ч 21649 заступила на БД. |
| 5                                         | 4 октября 1985                            | Плесецк                                   |                                           | 1-й рдн 308-го рп (пл. 21) 42 рд          | успешный                                  | в/ч 29438 30.12.1985 г. заступила на БД с РК «Тополь 1» в готовности «Постоянная». |
| 6                                         | 24 октября 1985                           | Плесецк                                   |                                           | 1-й рдн ?-го рп 8 рд                      | успешный                                  | |
| 7                                         | ноябрь 1986                               | Плесецк                                   |                                           | 2-й рдн ?-го рп (пл. 11) 42 рд            | успешный                                  | |
| 8                                         | 26 апреля 1987                            | Плесецк (космодром)                       |                                           | в/ч ? 54 Гв. рд                           | успешный                                  | |
| 9                                         | июнь 1987                                 | Плесецк                                   |                                           | 3-й рдн ?-го рп (в/ч 12830, пл. 12) 42 рд | успешный                                  | в/ч 12830 в августе 1987 г. заступила на БД. |
| 10                                        | июль 1987                                 | Плесецк                                   |                                           | 2-й рдн ?-го рп (в/ч 19972, пл. 1) 42 рд  | успешный                                  | в/ч 19972 с 6 октября 1987 г. заступила на БД. |
| 11                                        | 1987                                      | Плесецк                                   |                                           | ?-й рдн ?-го рп (в/ч 93401, пл. 11) 42 рд | успешный                                  | в/ч 93401 в 1985 г. переобучилась на РК «Тополь». С 27.04.1987 в/ч 93401 заступила на БД. |
| 12                                        | 5 июля 1988 21:50                         | Плесецк                                   |                                           | в/ч ? 54 Гв. рд                           | успешный                                  | |
| 13                                        | октябрь 1988                              | Плесецк                                   |                                           | 235-й рп (в/ч 12456) 54 Гв. рд            | успешный                                  | в/ч 12456 в 1988 г. переобучилась на РК «Тополь». С 13.12.1988 в/ч 12456 заступила на БД. |
| 14                                        | 22 мая 1990                               | Плесецк                                   | Кура                                      | 1-й рдн 235-го рп (в/ч 12465) 54 Гв. рд   | успешный                                  | Учебно-боевой пуск (УБП) |
| 15                                        | 28 ноября 1990                            | Плесецк                                   |                                           | в/ч ? 54 Гв. рд                           | успешный                                  | УБП |
| 16                                        | 25 июня 1991                              | Плесецк                                   |                                           | 189 Гв. рп (в/ч 11466) 23 Гв. рд          | ?успешный?                                | УБП |
| 17                                        | 20 августа 1991                           | Плесецк                                   | Кура                                      | 2-й рдн 479 рп 35 рд                      | успешный                                  | после переобучения 479-го рп на РК «Тополь». С 30.12.1991 479 рп заступил на БД. |
| 18                                        | 2 октября 1991                            | Плесецк                                   | Кура                                      | ?-й рдн 346 рп 32 рд                      | успешный                                  | после переобучения 346-го рп на РК «Тополь». С 30.12.1991 346 рп заступил на БД. |
| 19                                        | 23 июля 1993 12:24                        | Плесецк                                   | Кура                                      | в/ч ? 54 Гв. рд                           | успешный                                  | Командно-штабное учение (КШУ) |
| 20                                        | 10 октября 1995                           | Плесецк                                   |                                           | в/ч ? 14 рд                               | успешный                                  | УБП |
| 21                                        | 4 октября 1996                            | Плесецк                                   | Кура                                      | в/ч 14264 7 Гв. рд                        | успешный                                  | |
| 22                                        | 9 ноября 1996                             | Плесецк                                   | Кура                                      | в/ч 52642 7 Гв. рд                        | успешный                                  | |
| 23                                        | 3 октября 1997 10:17                      | Плесецк                                   | Кура                                      | в/ч 21663 54 Гв. рд                       | успешный                                  | КШУ |
| 58                                        | 16 сентября 1998                          | Плесецк                                   | Кура                                      | ?                                         | успешный                                  | Ракета 10 лет находилась на боевом дежурстве (БД) |
|                                           | 1 октября 1999 11:42                      | Плесецк                                   | Кура                                      | 235-й рп (в/ч 12465) 54 Гв. рд            | успешный                                  | КШУ, ракете более 15 лет |
|                                           | 16 февраля 2001 13:43 MSK                 | Плесецк                                   | Кура                                      | ?                                         | успешный                                  | УБП в рамках командно-штабной тренировки (КШТ) |
|                                           | 3 октября 2001 13:00 MSK                  | Плесецк                                   | Кура                                      | ?                                         | успешный                                  | УБП, ракета несла БД в войсках 15 лет Цель пуска: подтверждение ТТХ и надежности ракетного комплекса в продлённые сроки эксплуатации |
|                                           | 1 ноября 2001 19:20 MSK                   | Плесецк                                   | Кура                                      | ?                                         | успешный                                  | |
|                                           | 12 октября 2002 13:52 MSK                 | Плесецк                                   | Кура                                      | ?                                         | успешный                                  | УБП, ракета несла БД в войсках 12 лет Цель пуска: подтверждение ТТХ и надежности ракетного комплекса |
|                                           | 27 марта 2003 12:27 MSK                   | Плесецк                                   | Кура                                      | 235-й рп (в/ч 12465) 54 Гв. рд            | успешный                                  | УБП в рамках КШУ, ракета несла боевое дежурство в войсках в течение 18 лет |
|                                           | 18 февраля 2004                           | Плесецк «Юбилейная»                       | Кура                                      | ? рдн 307 рп (в/ч 29532) 35 рд            | успешный                                  | УБП в ходе стратегической КШТ |
|                                           | 2 ноября 2004 12:52 MSK                   | Плесецк                                   | Кура                                      | ?                                         | успешный                                  | УБП, Цель пуска: подтверждение ТТХ МБР и продление сроков эксплуатации до 20 лет |
| 78                                        | 1 ноября 2005 20:10 MSK                   | Капустин Яр                               | Сары-Шаган                                | ?                                         | успешный                                  | Испытательный пуск, Цель пуска: лётное испытание нового единого (для БР морского и наземного базирования) боевого блока и испытания по продлению сроков эксплуатации комплекса |
| 79                                        | 29 ноября 2005 10:44 MSK                  | Плесецк                                   | Кура                                      | ?                                         | успешный                                  | УБП, Цель пуска: проверка надёжности после 20 лет боевого дежурства |
| 80                                        | 3 августа 2006 13:38 MSK                  | Плесецк                                   | Кура                                      | ?                                         | успешный                                  | УБП, Цель пуска: подтверждение основных ЛТХ для продления сроков эксплуатации комплекса до 23-х лет |
| 81                                        | 18 октября 2007 09:10 MSK                 | Плесецк                                   | Кура                                      | ?                                         | успешный                                  | УБП, Цель пуска: подтверждение стабильности ЛТХ в продлённые сроки эксплуатации, продление срока эксплуатации до 21 года |
| 82                                        | 28 августа 2008 14:36 MSK                 | Плесецк                                   | Кура                                      | ?                                         | успешный                                  | Испытательный пуск, ракета изготовлена в 1987, Цель пуска: испытания перспективного боевого оснащения для БРНБ (экспериментальный ББ со специальными СП ПРО и способностью поражать точечные высокозащищённые объекты), а также подтверждение стабильности ЛТХ в продлённые до 21 года сроки эксплуатации                                            |
| 83                                        | 12 октября 2008 11:24 MSK                 | Плесецк                                   | Кура                                      | ?                                         | успешный                                  | УБП в ходе КШУ с 33 РА в рамках учений «Стабильность-2008», ракета изготовлена в 1987, Цель пуска: подтверждение стабильности характеристик в продлённые до 21 года сроки эксплуатации |
| 84                                        | 10 апреля 2009                            | Плесецк                                   | Кура                                      | ?                                         | успешный                                  | УБП, ракета изготовлена в 1987, по август 2007 на БД в 54 Гв. рд, Цель пуска: подтверждение стабильности основных ЛТХ в продлённые сроки эксплуатации, продление сроков эксплуатации до 22-х лет. |
| 85                                        | 10 декабря 2009 15:53 MSK                 | Капустин Яр                               | Сары-Шаган                                | ?                                         | успешный                                  | Испытательный пуск, Цель пуска: испытание боевого оснащения МБР, подтверждение стабильности основных характеристик в продленные сроки эксплуатации |
| 86                                        | 28 октября 2010                           | Плесецк                                   | Кура                                      | ?                                         | успешный                                  | УБП, ракета изготовлена в 1987 году, по март 2007 года на БД в 54 Гв. рд, Цель пуска: продление сроков эксплуатации комплекса до 23 лет |
| 87                                        | 5 декабря 2010                            | Капустин Яр                               | Сары-Шаган                                | ?                                         | успешный                                  | Испытательный пуск, ракета изготовлена в 1987 году, Цель пуска: испытание нового типа боевого оснащения БР, с параллельным, индивидуальным разведением боевых блоков взамен, так называемого «автобуса», реализующего последовательную схему разведения, подтверждение стабильности ЛТХ в продленные сроки эксплуатации, отработка средств измерений |
| 88                                        | 3 сентября 2011 13:46 MSK                 | Плесецк                                   | Кура                                      | ?                                         | успешный                                  | ракета изготовлена в 1988, по март 2011 на БД в 39 Гв. рд (Новосибирск), Цель пуска: испытания экспериментальной боеголовки с высокой точностью, оценка возможности дальнейшего продления сроков эксплуатации комплекса |
| 89                                        | 3 ноября 2011 10:45 MSK                   | Плесецк                                   | Кура                                      | подразделение 14 рд                       | успешный                                  | УБП, ракета изготовлена в 1987 году, до июля 2007 года на БД в 42 рд, Цель пуска: подтверждение стабильности основных лётно-технических характеристик ракет этого класса в период продленных до 24 лет сроков эксплуатации и оценка возможности продления сроков эксплуатации до 25 лет                                                              |
| 90                                        | 7 июня 2012 21:39 MSK                     | Капустин Яр                               | Сары-Шаган                                |                                           | успешный                                  | Цель пуска: подтверждение стабильности ЛТХ в продлённые сроки эксплуатации, испытания боевого оснащения. |
| 91                                        | 19 октября 2012 13:12 MSK                 | Плесецк                                   | Кура                                      |                                           | успешный                                  | Цель пуска: подтверждение стабильности ЛТХ в продлённые до 24 лет сроки эксплуатации, ценка возможности продления сроков эксплуатации до 25 лет. |
| 92                                        | 10 октября 2013 17:39 MSK                 | Капустин Яр                               | Сары-Шаган                                |                                           | успешный                                  | Цель пуска: испытания боевого оснащения, оценка эффективности мер противодействия ПРО, подтверждение стабильности ЛТХ в продлённые сроки эксплуатации. Ракета была поставлена в войска 25 лет назад. |
| 93                                        | 30 октября 2013 14:?? MSK                 | Плесецк                                   | Кура                                      |                                           | успешный                                  | Цель пуска: стратегическое учение сил ядерного сдерживания. |
| 94                                        | 27 октября 2013 21:30 MSK                 | Капустин Яр                               | Сары-Шаган                                |                                           | успешный                                  | Цель пуска: испытания перспективного боевого оснащения. |
| 95                                        | 4 марта 2014 22:10 MSK                    | Капустин Яр                               | Сары-Шаган                                |                                           | успешный                                  | Цель пуска: испытания перспективного боевого оснащения. |
| 96                                        | 8 мая 2014 ??:?? MSK                      | Плесецк                                   | Кура                                      |                                           | успешный                                  | Цель пуска: КШТ |
| 97                                        | 20 мая 2014 21:08 MSK                     | Капустин Яр                               | Сары-Шаган                                |                                           | успешный                                  | Цель пуска: испытания перспективного боевого оснащения. |
| 98                                        | 22 августа 2015 18:13 MSK                 | Капустин Яр                               | Сары-Шаган                                |                                           | успешный                                  | Цель пуска: испытания перспективного боевого оснащения. |
| 99                                        | 26 сентября 2017 ??:?? MSK                | Капустин Яр                               | Сары-Шаган                                |                                           | успешный                                  | Цель пуска: испытания перспективного боевого оснащения. |

## Развёртывание
Первый ракетный полк с РК «Тополь» был поставлен на боевое дежурство 23 июля 1985 года (по другим данным - 20 июля), ещё до завершения совместных лётных испытаний в 14-й ракетной дивизии (Йошкар-Ола) (командир — полковник Дрёмов В. В.), а до конца 1985 года — ещё один ракетный полк.
27 мая 1988 года на БД заступил первый полк, в состав дивизионов которого входил усовершенствованный подвижный командный пункт (ПКП), оснащённый новой автоматизированной системой управления.
| Развитие группировки РТ-2ПМ. Количество ПУ на боевом дежурстве | Развитие группировки РТ-2ПМ. Количество ПУ на боевом дежурстве | Развитие группировки РТ-2ПМ. Количество ПУ на боевом дежурстве | Развитие группировки РТ-2ПМ. Количество ПУ на боевом дежурстве | Развитие группировки РТ-2ПМ. Количество ПУ на боевом дежурстве | Развитие группировки РТ-2ПМ. Количество ПУ на боевом дежурстве | Развитие группировки РТ-2ПМ. Количество ПУ на боевом дежурстве | Развитие группировки РТ-2ПМ. Количество ПУ на боевом дежурстве | Развитие группировки РТ-2ПМ. Количество ПУ на боевом дежурстве | Развитие группировки РТ-2ПМ. Количество ПУ на боевом дежурстве | Развитие группировки РТ-2ПМ. Количество ПУ на боевом дежурстве | Развитие группировки РТ-2ПМ. Количество ПУ на боевом дежурстве | Развитие группировки РТ-2ПМ. Количество ПУ на боевом дежурстве | Развитие группировки РТ-2ПМ. Количество ПУ на боевом дежурстве | Развитие группировки РТ-2ПМ. Количество ПУ на боевом дежурстве | Развитие группировки РТ-2ПМ. Количество ПУ на боевом дежурстве | Развитие группировки РТ-2ПМ. Количество ПУ на боевом дежурстве | Развитие группировки РТ-2ПМ. Количество ПУ на боевом дежурстве | Развитие группировки РТ-2ПМ. Количество ПУ на боевом дежурстве | Развитие группировки РТ-2ПМ. Количество ПУ на боевом дежурстве | Развитие группировки РТ-2ПМ. Количество ПУ на боевом дежурстве | Развитие группировки РТ-2ПМ. Количество ПУ на боевом дежурстве | Развитие группировки РТ-2ПМ. Количество ПУ на боевом дежурстве | Развитие группировки РТ-2ПМ. Количество ПУ на боевом дежурстве | Развитие группировки РТ-2ПМ. Количество ПУ на боевом дежурстве | Развитие группировки РТ-2ПМ. Количество ПУ на боевом дежурстве | Развитие группировки РТ-2ПМ. Количество ПУ на боевом дежурстве | Развитие группировки РТ-2ПМ. Количество ПУ на боевом дежурстве | Развитие группировки РТ-2ПМ. Количество ПУ на боевом дежурстве | Развитие группировки РТ-2ПМ. Количество ПУ на боевом дежурстве | Развитие группировки РТ-2ПМ. Количество ПУ на боевом дежурстве | Развитие группировки РТ-2ПМ. Количество ПУ на боевом дежурстве | Развитие группировки РТ-2ПМ. Количество ПУ на боевом дежурстве |
|                                                                | 1984                                                           | 1985                                                           | 1986                                                           | 1987                                                           | 1988                                                           | 1989                                                           | 1990                                                           | 1991                                                           | 1992                                                           | 1993                                                           | 1994                                                           | 1995                                                           | 1996                                                           | 1997                                                           | 1998                                                           | 1999                                                           | 2000                                                           | 2001                                                           | 2002                                                           | 2003                                                           | 2004                                                           | 2005                                                           | 2006                                                           | 2007                                                           | 2008                                                           | 2009                                                           | 2010                                                           | 2011                                                           | 2012                                                           | 2013                                                           | 2014                                                           | 2015                                                           |
| -------------------------------------------------------------- | -------------------------------------------------------------- | -------------------------------------------------------------- | -------------------------------------------------------------- | -------------------------------------------------------------- | -------------------------------------------------------------- | -------------------------------------------------------------- | -------------------------------------------------------------- | -------------------------------------------------------------- | -------------------------------------------------------------- | -------------------------------------------------------------- | -------------------------------------------------------------- | -------------------------------------------------------------- | -------------------------------------------------------------- | -------------------------------------------------------------- | -------------------------------------------------------------- | -------------------------------------------------------------- | -------------------------------------------------------------- | -------------------------------------------------------------- | -------------------------------------------------------------- | -------------------------------------------------------------- | -------------------------------------------------------------- | -------------------------------------------------------------- | -------------------------------------------------------------- | -------------------------------------------------------------- | -------------------------------------------------------------- | -------------------------------------------------------------- | -------------------------------------------------------------- | -------------------------------------------------------------- | -------------------------------------------------------------- | -------------------------------------------------------------- | -------------------------------------------------------------- | -------------------------------------------------------------- |
| РТ-2ПМ                                                         | 18                                                             | 72                                                             | 81                                                             | 99                                                             | 162                                                            | 234                                                            | 306                                                            | 333                                                            | 351                                                            | 369                                                            | 360                                                            | 360                                                            | 360                                                            | 360                                                            | 360                                                            | 360                                                            | 360                                                            | 360                                                            | 345                                                            | 333                                                            | 315                                                            | 291                                                            | 254                                                            | 243                                                            | 213                                                            | 180                                                            | 171                                                            |                                                                |                                                                |                                                                |                                                                |                                                                |
| Всего МБР                                                      | 1398                                                           | 1398                                                           | 1398                                                           | 1390                                                           | 1398                                                           | 1398                                                           | 1398                                                           | 1333                                                           | 1305                                                           | 1129                                                           | 975                                                            | 870                                                            | 832                                                            | 748                                                            | 756                                                            |                                                                |                                                                |                                                                |                                                                |                                                                |                                                                |                                                                |                                                                |                                                                |                                                                |                                                                |                                                                |                                                                |                                                                |                                                                |                                                                |                                                                |
| % от РКСН (в т. ч. РСД)                                        | 0,94                                                           | 3,76                                                           | 4,23                                                           | 5,37                                                           | 9,34                                                           | 14,63                                                          | 21,21                                                          | 24,98                                                          | 26,89                                                          | 32,68                                                          | 36,92                                                          | 41,38                                                          | 43,27                                                          | 48,13                                                          | 47,62                                                          |                                                                |                                                                |                                                                |                                                                |                                                                |                                                                |                                                                |                                                                |                                                                |                                                                |                                                                |                                                                |                                                                |                                                                |                                                                |                                                                |                                                                |

## Конструкция
РТ-2ПМ выполнена по схеме с тремя маршевыми ступенями, каждая из которых оснащена РДТТ с одним неподвижным соплом. Полная масса ракеты составляет 45 тонн.
- Первая ступень ракеты имеет массу 27,8 т, длину 8,1 м и диаметр 1,8 м. Хвостовой отсек имеет цилиндрическую форму, на его наружной поверхности размещены аэродинамические рули (решётки) и стабилизаторы. Управление полётом во время работы первой ступени осуществляется за счёт поворотных газодинамических и аэродинамических рулей (решёток).
- Вторая ступень имеет диаметр 1,55 м.
- Третья ступень имеет диаметр 1,34 м.

Головная часть ракеты состоит из одного боевого блока и отсека с двигательной установкой и системой управления. На ракете применена система управления инерциального типа, обеспечивающая управление полётом ракеты, проведение регламентных работ на ракете и пусковой установке, предстартовую подготовку и пуск ракеты.
На весь срок эксплуатации ракета размещается в герметизированном транспортно-пусковом контейнере (ТПК) длиной 22,3 м и диаметром 2 м, в котором поддерживаются постоянная температура и влажность.
Пусковая установка смонтирована на базе семиосного шасси МАЗ-7912 (поздние модификации - на базе МАЗ-7917, отличавшемся увеличенной примерно на 1 м длиной и доработанными кабинами экипажа), оно оснащено агрегатами и системами, обеспечивающими транспортировку, поддержание в установленной степени боевой готовности, подготовку и проведение пуска ракеты.
Для проведения пуска ракеты пусковая установка вывешивается на домкратах и горизонтируется. Пуск ракеты производится после подъёма контейнера в вертикальное положение с помощью порохового аккумулятора давления, размещаемого в транспортно-пусковом контейнере — «миномётный старт».
Корпуса двигателей всех трёх ступеней изготовлены из композиционных материалов.
Тип головной части: отделяемая моноблочная (повышенного класса мощности) термоядерная с высокоскоростным неуправляемым боевым блоком мощностью 1 Мт. В состав головной части входит двигательная установка и система управления, которая обеспечивает требуемое для поражения объектов предельно малое отклонение от точки прицеливания.
В процессе эксплуатации РК ракета находится в транспортно-пусковом контейнере, размещённом на подвижной ПУ, которая создана на основе 7-осного колёсного тягача МАЗ-7917. Установка оборудована бортовой инерциальной навигационной системой, которая обеспечивает возможность автономно осуществить пуск ракеты с любой пригодной точки маршрута боевого патрулирования. Пуск может быть осуществлён также из укрытия (спецсооружения с раздвижной крышей) в районе постоянной дислокации.
Помимо подвижной ПУ, в состав комплекса входят командный пункт
и другие вспомогательные агрегаты, размещённые на 4-осных колёсных шасси повышенной проходимости (МАЗ-543А, МАЗ-543М).
Часть ПГРК «Тополь» была развёрнута во вновь создаваемых позиционных районах (ПР), а часть — в переоборудованных ПР из-под демонтированных ПГРК средней дальности «Пионер» в соответствии с Договором о РСМД 1987 г.
Массовое развёртывание ПГРК «Тополь» в составе группировки РК РВСН позволило решить проблему её живучести в условиях возможного ядерного удара. За счёт выживаемости ПГРК «Тополь» на их долю приходилось сохранение более 60 процентов потребного потенциала ответного удара с учётом наличия в составе группировки железнодорожных комплексов с ракетами РС-22.
Использование твердотопливных ракет дало определённые преимущества: значительно уменьшило время их подготовки к пуску по сравнению с жидкостными, для которых предусматривалась заправка жидким топливом на старте; упростило эксплуатацию РК; исключило возможность пролива жидкого топлива во время заправки, отравления личного состава и загрязнения окружающей среды агрессивными компонентами этого топлива, и вследствие этого повысило экологическую безопасность средств РВСН.
Кроме того, по оценке американских специалистов, твердотопливные ракеты более экономичны в эксплуатации. В информационных материалах сообщалось, что система на основе твердотопливной ракеты «Минитмэн» («Minuteman») имела расходы на эксплуатацию в 10 раз меньше, чем система на основе жидкостной ракеты «Титан-2». При этом сроки службы ракет на твёрдом топливе, по опыту эксплуатации в США, составляют от 10 до 15 лет и могут быть доведены до 20 лет, подтверждением чему является МБР «МХ», которая находилась на боевом дежурстве с 1986 по 2005 год.
Для ракет «Тополь» срок эксплуатации увеличен с 10 лет до 21 года, по прогнозам надёжности возможно продление сроков эксплуатации до 23 лет. 03.09.2011 произведён успешный запуск ракеты «Тополь» производства 1988 года.
ПГРК «Тополь» с МБР четвёртого поколения межконтинентальной дальности выгодно отличался от своих предшественников РК «Темп-2С» и «Пионер».
К основным преимуществам ПГРК «Тополь» относились: более высокая манёвренность, степень маскировки, возможность пуска ракет с заранее подготовленных точек маршрута и, вследствие этого, более высокая живучесть. Более совершенное боевое оснащение РК и более высокая точность попадания в цель позволяли использовать его для решения всего спектра стратегических задач.

## Сравнительная характеристика
| Общие сведения и основные тактико-технические характеристики советских баллистических ракет четвёртого поколения                                                                              | Общие сведения и основные тактико-технические характеристики советских баллистических ракет четвёртого поколения | Общие сведения и основные тактико-технические характеристики советских баллистических ракет четвёртого поколения | Общие сведения и основные тактико-технические характеристики советских баллистических ракет четвёртого поколения | Общие сведения и основные тактико-технические характеристики советских баллистических ракет четвёртого поколения |
| Наименование ракеты | РТ-2ПМ | Р-36М2 | РТ-23 УТТХ | РТ-23 УТТХ (БЖРК)                                                                                                |
| Конструкторское бюро | МИТ | КБ «Южное» | КБ «Южное» | КБ «Южное» |
| --- | --- | --- | --- | --- |
| Генеральный конструктор | А. Д. Надирадзе, Б. Н. Лагутин                                                                                   | В. Ф. Уткин | В. Ф. Уткин | В. Ф. Уткин |
| Организация-разработчик ЯБП и главный конструктор | Всесоюзный научно-исследовательский институт экспериментальной физики, С. Г. Кочарянц                            | Всесоюзный научно-исследовательский институт экспериментальной физики, С. Г. Кочарянц                            | Всесоюзный научно-исследовательский институт экспериментальной физики, С. Г. Кочарянц                            | Всесоюзный научно-исследовательский институт экспериментальной физики, С. Г. Кочарянц                            |
| Организация-разработчик заряда и главный конструктор | ВНИИЭФ, Е. А. Негин                                                                                              | ВНИИЭФ, Е. А. Негин                                                                                              | ВНИИП, Б. В. Литвинов                                                                                            | ВНИИП, Б. В. Литвинов                                                                                            |
| Начало разработки | 19.07.1977 | 09.08.1983 | 09.08.1983 | 06.07.1979 |
| Начало испытаний | 08.02.1983 | 21.03.1986 | 31.07.1986 | 27.02.1985 |
| Дата принятия на вооружение | 01.12.1988 | 11.08.1988 | 28.11.1989 | — |
| Год постановки на боевое дежурство первого комплекса | 23.07.1985 | 30.07.1988 | 19.08.1988 | 20.10.1987 |
| Максимальное количество ракет, стоявших на вооружении | 369 | 88 | 56 | 36 |
| Максимальная дальность, км | 11000 | 11000 | 10450 | 10000 |
| Стартовая масса, т | 45,1 | 211,1 | 104,5 | 104,5 |
| Масса полезной нагрузки, кг | 1000 | 8800 | 4050 | 4050 |
| Длина ракеты, м | 21,5 | 34,3 | 22,4 | 22,6 |
| Максимальный диаметр, м | 1,8 | 3,0 | 2,4 | 2,4 |
| Тип головной части | Моноблочная | разделяющаяся головная часть с блоками индивидуального наведения                                                 | разделяющаяся головная часть с блоками индивидуального наведения                                                 | разделяющаяся головная часть с блоками индивидуального наведения                                                 |
| Количество и мощность боевых блоков, Мт | 1×0,8 | 10×0,8 | 10×0,55 | 10×0,55 |
| Стоимость серийного выстрела, тыс. руб. | 4990 | 11180 | 10570 | 11250 |
| Источник информации : Оружие ракетно-ядерного удара / Под ред. Ю. А. Яшина. — М.: Издательство МГТУ имени Н. Э. Баумана, 2009. — С. 25 — 492 с. — Тираж 1 тыс. экз. — ISBN 978-5-7038-3250-9. | | | | |

## Эксплуатация и перспективы

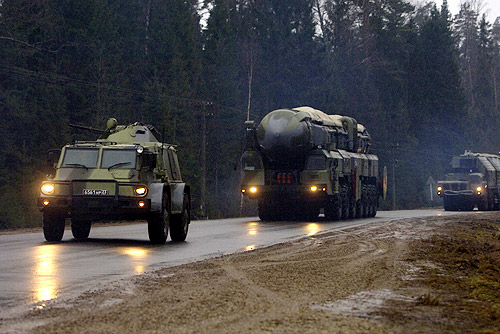
На марше: машина охраны, пусковая установка, машина обеспечения боевого дежурства

Максимальное количество ракет «Тополь», находившихся на вооружении РВСН — 369 единиц.
В 2007 году было ликвидировано 36 пусковых установок «Тополь», выслуживших установленные сроки эксплуатации. По состоянию на январь 2008 года, на боевом дежурстве находилось 213 ракет «Тополь».
За последние несколько лет количество находившихся на вооружении РТ-2ПМ «Тополь» стремительно сокращалось. Так, если по данным на декабрь 2010 года, в составе РВСН оставалась 171 единица ПГРК «Тополь», по состоянию на начало 2016 года на вооружении РВСН предположительно находилось уже 72 единицы ПГРК «Тополь», а к началу 2020 года их количество сократилось до 45 ракет. В настоящее время ракетные комплексы «Тополь» постепенно заменяются в войсках более современными мобильными ракетными комплексами РС-24 «Ярс».
16 декабря 2023 года командующий РВСН генерал-полковник Сергей Каракаев заявил о том, что с перевооружением последнего ракетного полка Бологовского ракетного соединения в Тверской области с ПГРК "Тополь" на РС-24 "Ярс" завершено переоснащение мобильной группировки РВСН.
По информации, полученной от представителя РВСН после пуска ракеты комплекса «Тополь» из Плесецка 3 сентября 2011 года:
«Прогнозируемая оценка надёжности и технического состояния ракетного комплекса „Тополь“ указывает на принципиальную возможность дальнейшего продления сроков его эксплуатации, которые в настоящее время составляют 23 года (при первоначально установленном гарантийном — 10 лет)».
— Вадим Коваль
Данные по срокам эксплуатации непосредственно ракет комплекса были сообщены после пуска 3 ноября 2011 с космодрома Плесецк (ракета 1987 года изготовления), целью которого было подтверждение стабильности лётно-технических характеристик ракет в продлённые до 24 лет сроки эксплуатации, а также оценка возможности продления их сроков эксплуатации до 25 лет.

## Где можно увидеть
ВДНХ Москва

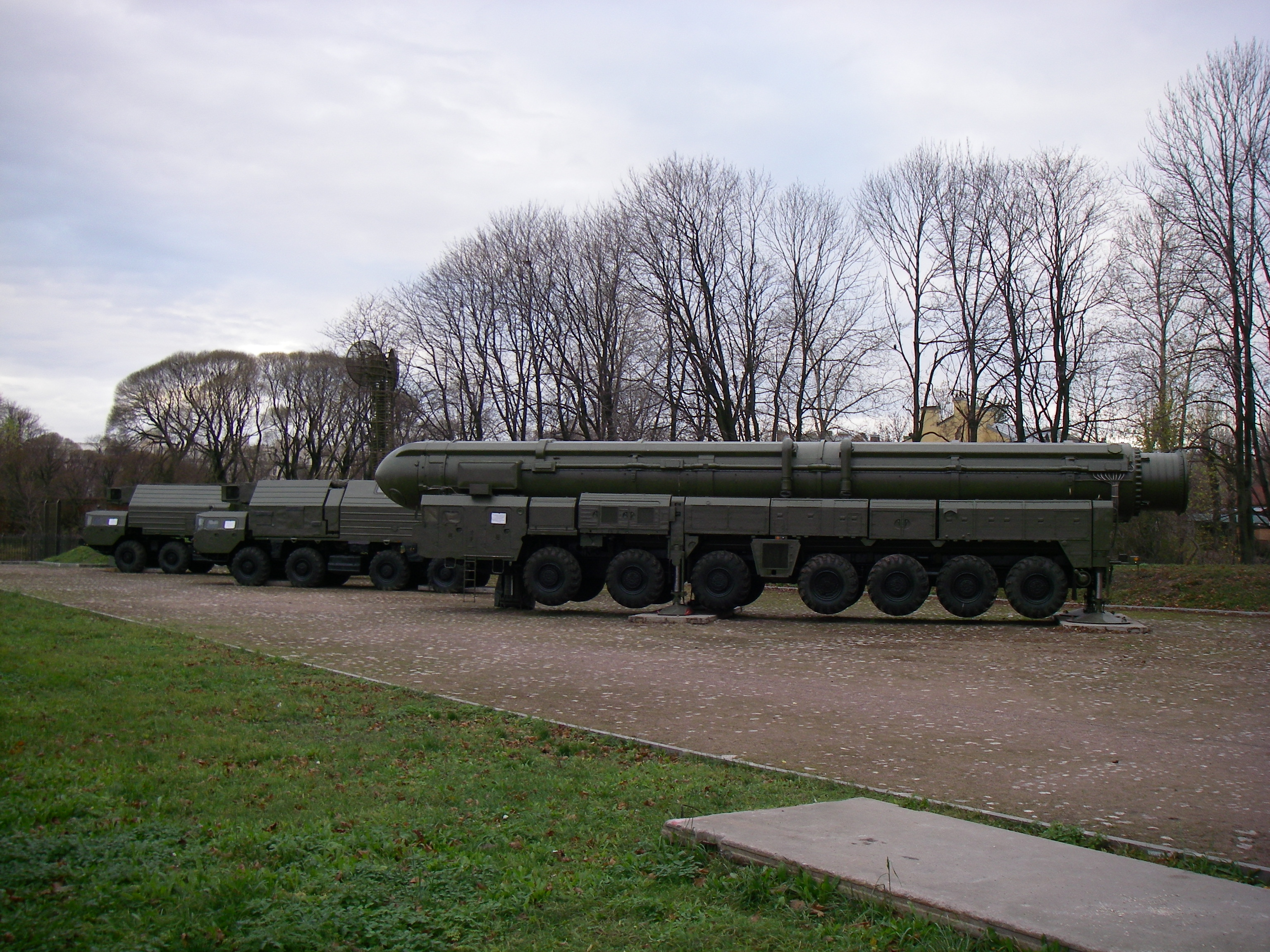
Станция тропосферной связи, машина обеспечения боевого дежурства и пусковая установка

- С 2008 года 3 машины из 6, входящих в комплекс, демонстрируются в Санкт-Петербургском Артиллерийском музее.
- На Красной площади. Впервые участвовал на параде 7 ноября 1990 года. Затем участвовал на парадах 9 мая 2008 года и 9 мая 2009 года. На парадах 2008 и 2009 годов участвовали по 4 машины.
- Один экспонат находится на открытой экспозиции Центрального музея Вооружённых Сил Российской Федерации.
- Комплекс представлен в филиале Центрального музея РВСН в Учебном центре Военной академии РВСН им. Петра Великого в Балабанове Калужской области[65].
- В городе Одинцово Московской области на открытой площадке местного краеведческого музея.

Снимки следа пуска 10 октября 2013 с борта МКС:
|  |  |  |
|  |  |  |

Новосибирск. Микрорайон Пашино.